# とんがりスタジオ まかせて!青春
『とんがりスタジオ まかせて!青春』（とんがりスタジオ まかせてせいしゅん）は、ニッポン放送で1987年10月12日から1988年4月1日まで放送されていたトーク番組。

## 番組概要
ニッポン放送は、1987年の平日20時台のナイターオフ枠の番組として、主に中、高校生の若年層の学生を対象とし、「真の青春を体験できるよう、サポートする」企画をメインにした番組を編成。
リスナーからテーマを募集し、リスナーから寄せられたはがきの中から決められたテーマに沿って、提案者のリスナーとその関係者と、提案者当人と関係者以外の一般リスナーもスタジオに招き、当時の若者たちが持つ悩み、喜びなどを語り合いながらディスカッションを行っており、1988年3月1日放送分にて「青春アンケート 首都圏・高校生1,000人大調査!」と言う名目で、アンケート調査を実施していた。
パーソナリティには、月曜から木曜を『天才・たけしの元気が出るテレビ!!』（日本テレビ）で人気を得ていた高田が、金曜は同年10月に同局が新人アナウンサー及びラジオディレクター3人で組ませたユニット「チョンマゲ娘」が担当する。
コーナーは、迎えたゲストが思い出の曲について語る「青春音楽史」などが存在した。

## 出演者

### パーソナリティ
- 月 - 木曜：高田純次（タレント）
- 金曜：チョンマゲ娘 （ニッポン放送社員のアイドルユニット[注 2]）
  - 伊藤了子（現：ミックスゾーン出向[注 3]、元ニッポン放送ディレクター）
  - 高橋尚代（当時：ニッポン放送アナウンサー、現：青山学院大学地球社会共生学部空間情報クラスター教授）
  - 那須真理子（当時：ニッポン放送ディレクター[注 4]）

## 放送時間
※JST表記
- 平日 20:00 - 21:00 - 1987年10月12日 - 1988年4月1日

## ネット局
| 放送対象地域 | 放送局       | 放送時間              | 備考     |
| ------------ | ------------ | --------------------- | -------- |
| 関東広域圏   | ニッポン放送 | 平日 20:00 - 21:00    | 制作局   |
| 北海道       | HBCラジオ    | 平日 20:00 - 21:00    | [ 注 5 ] |
| 石川県       | MROラジオ    | 金曜 20:00 - 21:00    |          |
| 香川県       | RNCラジオ    | 月 - 木 20:00 - 21:00 |          |